# 狹蜥鱷屬
狹蜥鱷屬（學名：Steneosaurus）是種已滅絕海鱷類，屬於真蜥鱷科，生存於侏羅紀。狹蜥鱷的化石發現於英格蘭、法國、德國、瑞士、以及摩洛哥。最大型的物種是S. heberti，大部分化石身長可達2.5到3.5公尺，身長最大可達5公尺。

## 演化關係

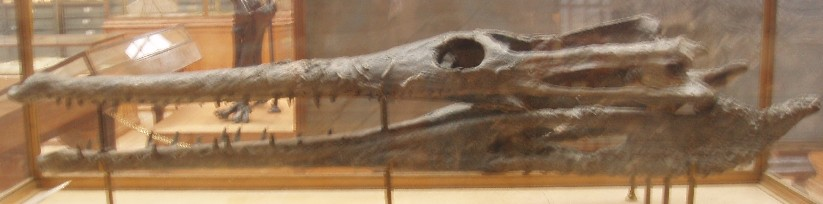
S. heberti的頭骨

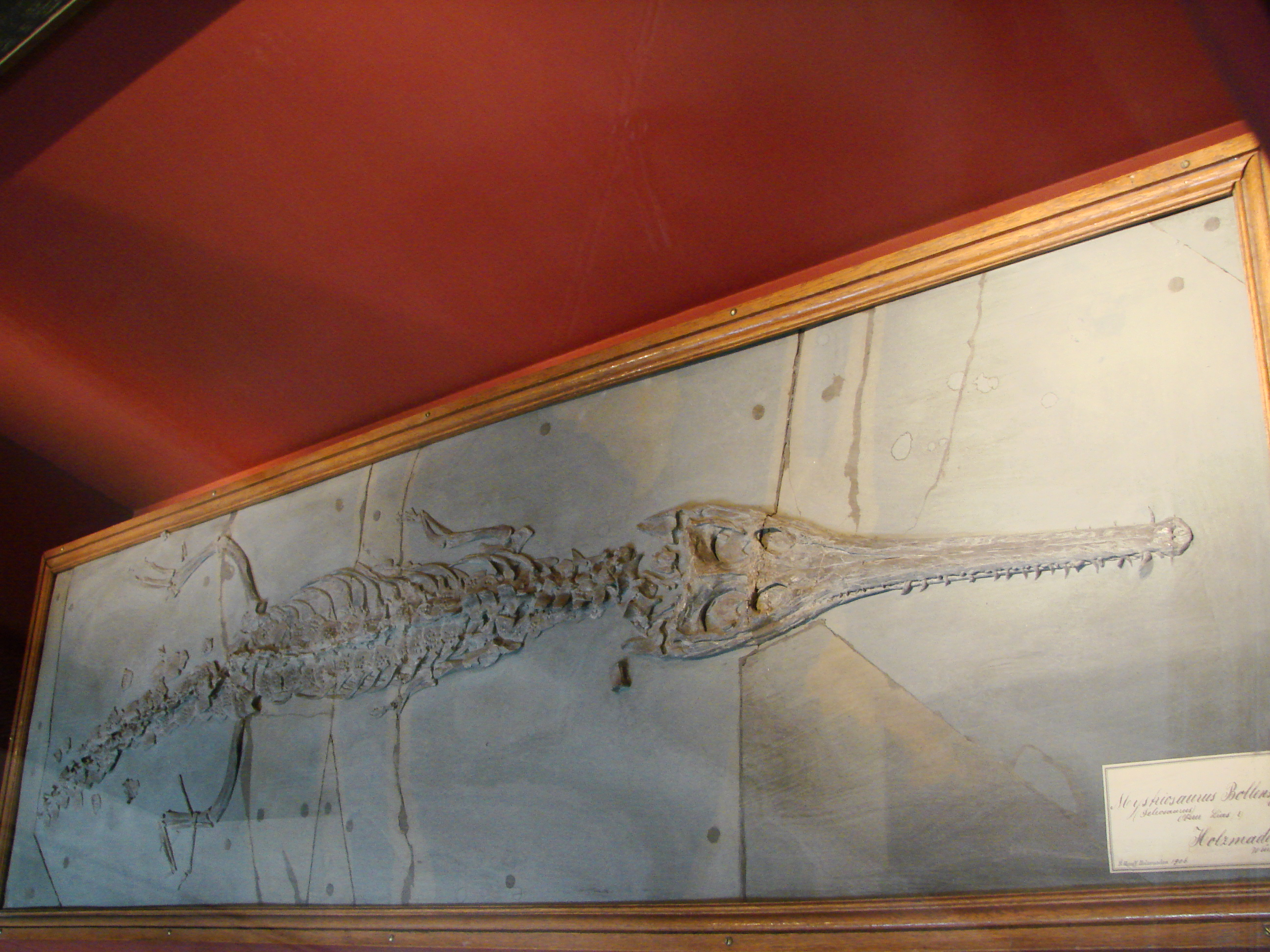
真蜥鱷的化石

根據近期的親緣分支分類法研究，擁有眾多種的狹蜥鱷屬並非單系群，馬奇莫鱷與真蜥鱷都屬於狹蜥鱷。

## 生態位
德國巴伐利亞州的Mörnsheim組（屬於索倫霍芬石灰岩，年代為提通階早期）發現了5種海鱷類化石，其中包含S. priscus 。狹蜥鱷是該地層唯一的真蜥鱷科，其他4種屬於地蜥鱷科的達克龍與地龍。科學家提出這些海鱷纇的生態位不同，依此得以互相共存。
在下撒克森州的奧克河流域，發現兩種真蜥鱷科化石，分別為狹蜥鱷、馬奇莫鱷，以及新鱷類的稜角鱗鱷與Theriosuchus，屬於啟莫里階。法國西部的一個提通階地層，也同時發現狹蜥鱷與馬奇莫鱷的化石。

## 種
狹蜥鱷目前已發現許多種，根據頭骨的型態，可分為下列兩群：
Longirostrine（長、狹窄頜部）
- S. baroni：馬達加斯加。年代為巴通階。
- S. bollensis：英格蘭、法國、德國。年代為托阿爾階。
- S. gracilirostris：英格蘭。年代為托阿爾階。
- S. heberti：法國。年代為卡洛夫階與牛津階。
- S. leedsi：英格蘭、法國。年代為卡洛夫階。
- S. megistorhynchus：模式種。法國。年代為巴通階。

Brevirostrine（短、寬廣頜部）
- S. brevior：英格蘭。年代為托阿爾階。
- S. edwardsi：英格蘭、法國。年代為卡洛夫階與牛津階。

## 外部連結
- Angellis Net pdf （页面存档备份，存于）